# جميل الغازي
جميل عيسى الغازي كاتب وشاعر وخطيب ومترجم من أصل سوري ولد عام 1920م في بلدة خبب في جنوب سورية , تلقّى المراحل الدراسيّة الأولى في سوريا، ثمّ تابع دراسته الثانويّة في مدينة زحلة اللبنانيّة بصحبة أخيه القاضي رشيد الغازي. عُهد إليه إدارة مدرستي البنين والبنات للسريان في مدينة القامشلي، توظف في الدولة وتولى رئيس قسم التشريع في مديرية الجمارك العامة ثم رئيس المراقبة فمفتش، وشغل منصب مفتش في الهيئة المركزية العليا لمراقبة أجهزة الدولة وتفتيشها. استقال من الوظيفة في سنة 1977م, أتقن اللغة الفرنسية وقام بترجمة الكثير من الكتب والمؤلفات، كتب ونشر في عدة صحف ومجلات سورية مثل «أصداء» ومجلة القانون التي تصدرها وزارة العدل ومجلة الجندي وأخرى لبنانية مثل مجلة الأديب ومجلة الحكمة. رحل مع أسرته إلى فرنسا بعد أن تعرض للضغوط من قبل بعض المسؤولين والتجار لإنه كان يرفض كسر القانون ويحارب الرشوة والفساد في مؤسسات الدولة آنذاك، ثم هاجر مرة أخرى إلى أستراليا، واستقر في سيدني. كتب في مجلة ديالا وفي عدة صحف لبنانية مئات المقالات في السياسة والأدب واشترك في مهرجانات خطابية هادفة. ألّف وترجم بضعة عشر كتابًا طُبع عدد منها والباقي قيد الطباعة. توفي جميل الغازي في أستراليا ودفن في سيدني.

## من أعماله
- محاضرات عن جبران خليل جبران.
- قصة الزواج لتولستوي.
- قصائد متنوعة.
- كتاب العرب.